# Farol da Ponta da Piedade
O Farol da Ponta da Piedade, originalmente conhecido como Farol da Piedade, é um farol situado no cabo da Ponta da Piedade, no Município de Lagos, na região do Algarve, em Portugal. A sua instalação foi planeada desde a década de 1880, embora só tenha sido inaugurado em 1 de Julho de 1913. Foi edificado sobre as ruínas de um importante santuário marítimo, a Ermida de Nossa Senhora da Piedade, construída no século XVI. O farol foi electrificado em 1952, e em 1983 foi automatizado. Entre os séculos XVII e XVIII também funcionou na Ponta da Piedade uma pequena fortificação de defesa costeira.

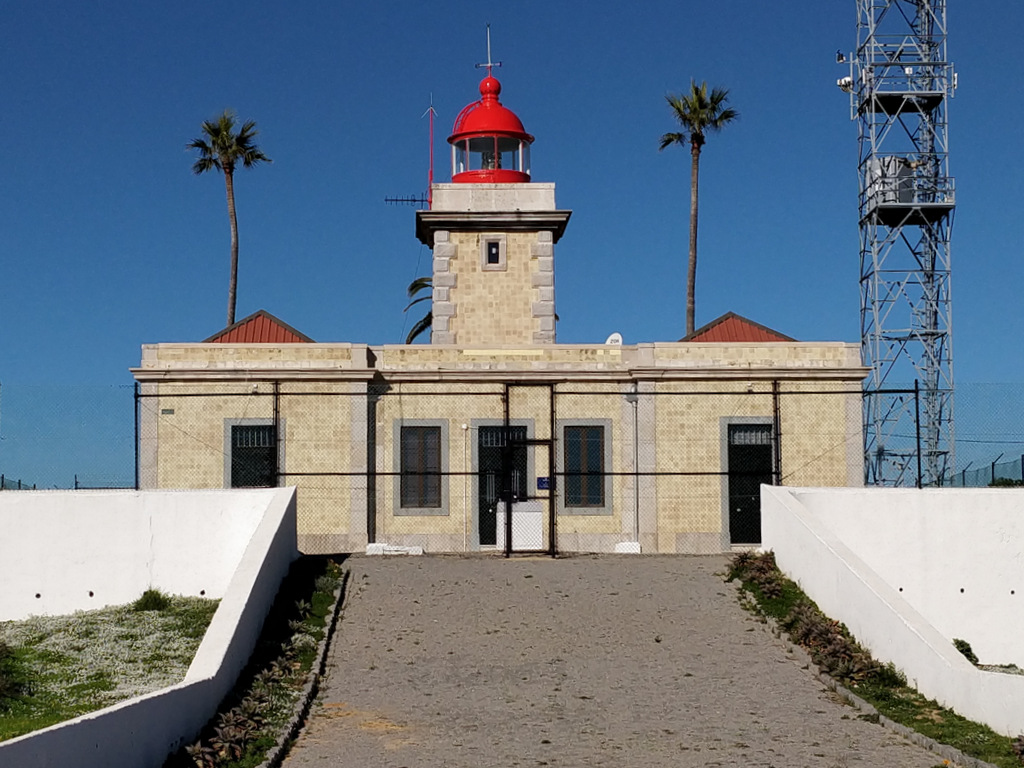
Fachada Sul do farol, em 2018.

## Descrição
O Farol da Ponta da Piedade é uma estrutura de apoio à navegação costeira. É composto por uma torre de planta quadrada  em alvenaria, com cunhais de cantaria, e que é ladeada a Este e Oeste por dois edifícios térreos, que originalmente serviam como residência aos faroleiros. A torre tem cinco metros de altura, estando a uma altitude de 51 m. O acesso à lanterna é feito através de uma escadaria metálica em forma de caracol, no interior da torre.
A lanterna produz relâmpagos simples de cor branca com períodos de sete segundos, e tem um alcance de 20 milhas.

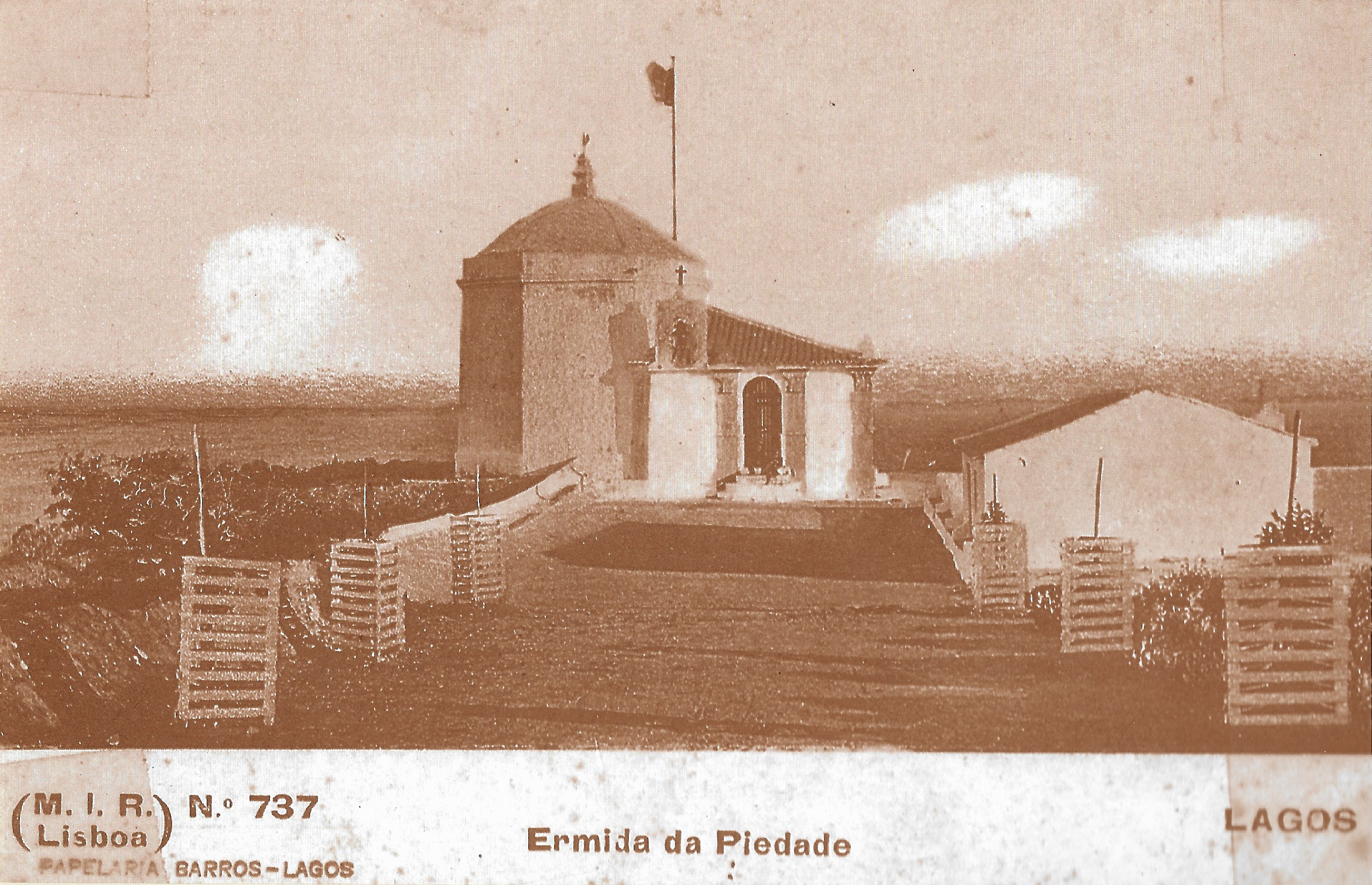
Ermida de Nossa Senhora da Piedade, nos inícios do século XX.

## História

### Antecedentes
Ao longo da sua história, o promontório da Ponta da Piedade foi um local de grande significado religioso, muito ligado às tradições marítimas. Assim, no século XVI foi construída naquele local uma ermida dedicada a Nossa Senhora da Piedade, que era de grande importância para a comunidade piscatória de Lagos, que a consideravam como a sua padroeira. Porém, no local foram encontrados vestígios de edifícios anteriores. Nas proximidades da antiga ermida foi instalada uma bateria, que era um pequeno forte para vigilância e defesa da costa, e que funcionou entre 1663 e 1821. Esta estrutura fazia parte do sistema de defesa costeira de Lagos, que também incluía as fortificações de Vera Cruz, do Pinhão, da Meia Praia, São Luis de Almádena, Zavial, e do Ponte da Bandeira, e a Bateria de Porto de Mós.
A ermida era composta por uma nave, com telhado de três águas, e por uma capela capela-mor de forma oitavada com uma cobertura em cúpula, revestida a telha mourisca. Esta capela-mor era semelhante à da Capela de São João Baptista, situada no extremo Norte da cidade. Em 1716 o frei Agostinho de Santa Maria escreveu sobre a Ermida e o Cabo da Piedade, relato que foi copiado por Ataíde Oliveira «Nesta cidade de Lagos é grande a devoção que se tem com a Senhora da Piedade, cujo sanctuario se vê fundado em um alto cerro, que fica imminente ao mar, e de onde se descobre todo elle, desde o cabo de S. Vicente até ao Porto de Santa Maria, por um espaço de quarenta legoas. Esta santa casa é muito visitada pelos habitantes da cidade e dos povos circumvizinhos. Deste sanctuario escreveu Rodrigues Mendes da Silva, e delle se lembra a Chorographia Portugueza, tom. 3 pag. 3.». Este foi um dos dois santuários no Algarve dedicados a Nossa Senhora da da Piedade, tendo o outro sido construído em Loulé. A ermida foi destruída pelo Sismo de 1755, e reconstruída alguns anos depois.
Segundo o historiador Ataíde Oliveira, desde tempos remotos que se fazia uma festa dedicada a Nossa Senhora da Piedade, no local onde foi depois construída a ermida. Uma importante parte deste evento era o acendimento e o lançamento dos fogos, operação que era muito arriscada, tendo havido registos de pessoas que chegaram a cair das falésias. Por este motivo, a autarquia ordenou que a festa passasse a ser feita no interior da cidade, sendo a imagem de Nossa Senhora da Piedade transportada em procissão desde a ermida na véspera do evento. Esta manifestação religiosa era concorrida principalmente por pescadores, que ainda possuíam uma grande devoção à Senhora da Piedade. Com efeito, uma tradição local ditava que parte do quinhão na lota pertencia à Nossa Senhora da Piedade, e se faltasse o peixe, então os pescadores de Lagos e dos arredores deveriam ir em procissão até à ermida, como forma de garantir uma boa produção piscícola. A procissão até à Ponta da Piedade continuou a ser feita mesmo após a ermida ter sido demolida, tendo o percurso, popularmente conhecido como Via Sacra, sido assinalado por vários marcos, onde se faz alusão às estações da cruz. O investigador Leonel Vieira avançou a hipótese desta devoção a Nossa Senhora da Piedade poder ser uma continuação de antigas práticas religiosas pagãs.

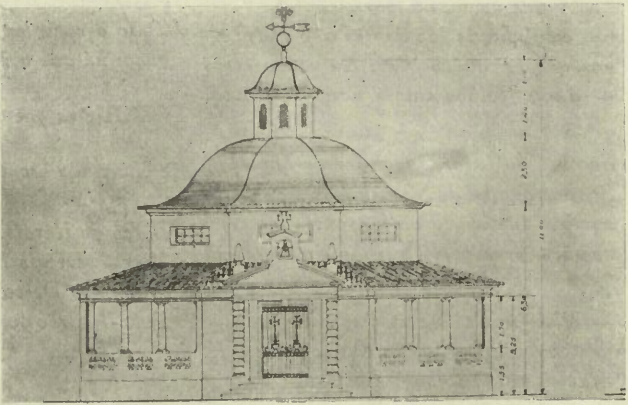
Plano cancelado para a construção da nova ermida, na década de 1930.

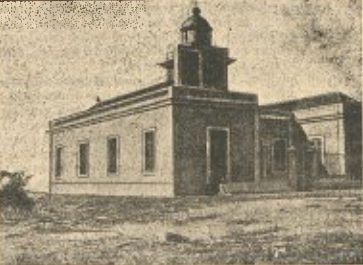
Gravura do farol, publicada no jornal O Heraldo, em 1916.

### Planeamento e construção do farol
Em 1883, foi aprovado o Plano Geral de Alumiamento e Balizagem, que incluía a implementação de um aparelho luminoso de porto no cabo da Ponta da Piedade, No entanto, o processo para a construção do farol não chegou a avançar, pelo que uma comissão, que tinha sido formada pela Portaria n.º 10/1902, de 28 de Outubro, do Ministério da Marinha e Ultramar, propôs que fosse instalado um aparelho de sexta ordem naquele local, que produziria dois clarões brancos e um vermelho. O próximo passo para a construção do farol só foi dado em 30 de Dezembro de 1911, por um despacho da 1.ª Repartição da Direcção Geral dos Eclesiásticos, publicado no Diário do Governo n.º 10, de 12 de Janeiro de 1912, que cedeu as ruínas da Ermida de Nossa Senhora da Piedade ao Ministério da Marinha, de forma a ser construído no seu lugar um farol de rotação. Porém, esta decisão enfrentou a oposição dos pescadores locais e da Junta da Paróquia de Santa Maria de Lagos, que ainda se mostravam interessados em preservar a ermida. Ainda assim, logo em 15 de Fevereiro desse ano o contra-almirante Schultz Xavier, representante da Direcção Geral de Marinha, tomou posse do antigo edifício da ermida e das suas dependências, e em 14 de Março a Direcção adquiriu um prédio rústico a Artur Baptista Galvão e esposa pela soma de 250.000$000 Réis, no sentido de construir o farol. Assim, foram demolidas as ruínas da antiga ermida, e as obras do farol começaram ainda em 1912, tendo sido concluídas no ano seguinte. O farol entrou ao serviço em 1 de Julho deste último ano, sendo originalmente conhecido como Farol da Piedade.
Originalmente, a luz do farol era feita através de um candeeiro a petróleo, com um aparelho rotativo de quarta ordem, movido através de uma máquina de relojoaria, e que produzia grupos de cinco clarões brancos de dez em dez segundos. Em 2 de Maio de 1923, o aparelho óptico foi temporariamente substituído por um de sexta ordem, que era fixo e de luz branca, que foi retirado em 15 de Dezembro desse ano, passando a frequência das luzes a ser de ocultações de 2,5 segundos intervalados por 4 segundos de luz fixa, de cor branca. Nos finais da década de 1930, esteve planeada a construção de uma nova ermida na Ponta da Piedade, de forma não só a providenciar as necessidades religiosas dos habitantes de Lagos, mas também para valorizar o promontório como destino turístico, e ao mesmo tempo aliviar os problemas de falta de trabalho que nessa altura se faziam sentir na construção civil.

### Modernização
Em Maio de 1952, foi instalado um aparelho de incandescência eléctrica, alimentado pela rede pública, passando a lanterna a ter um alcance de quinze milhas, que foi posteriormente ampliado para dezoito milhas. Em 1956 o aparelho de iluminação foi substituído por um novo, igualmente de incandescência eléctrica, com passagem automática a gás acetileno. Em 1983 o farol passou a funcionar de forma automática, através de um sistema da empresa GISMAN, e apenas com recurso à electricidade.

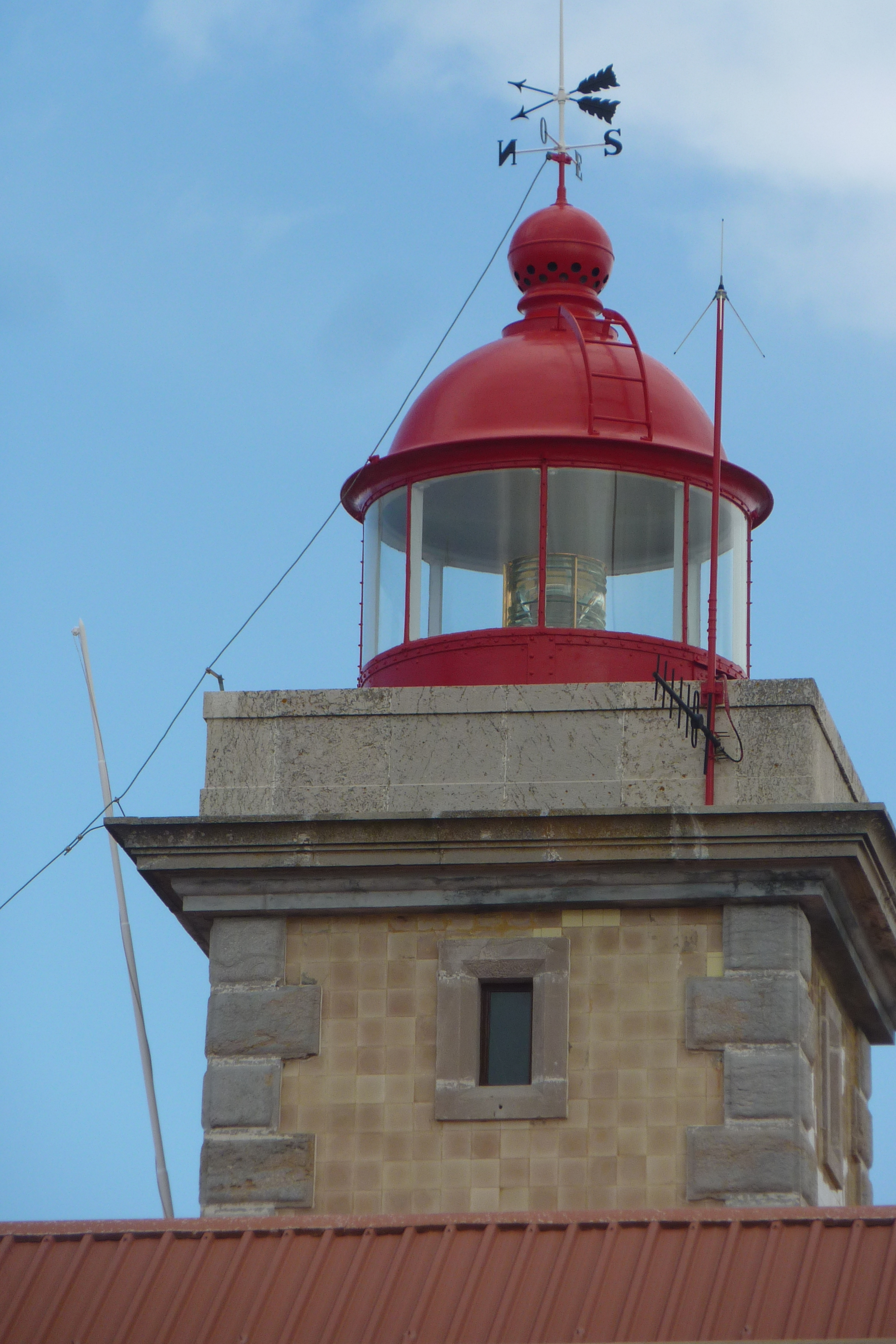
Pormenor da torre e do aparelho de iluminação, em 2016.